# کارکردگرایی ساختاری
کارکردگرایی ساختاری یا کارکردگرایی(به انگلیسی: Structural functionalism) یکی از رویکردهای نظری مطرح در جامعه‌شناسی و انسان‌شناسی است که در کنار رویکردهای دیگری مانند ساخت‌گرایی، ساختارگرایی کارکردی، کنش متقابل نمادین و مارکسیسم قرار می‌گیرد. مفاهیم اساسی این نظریه نظام، تعادل، اختلال کارکرد و تقسیم کار است.
یکی از نظریات عمده در علوم اجتماعی است که به ویژه از اواخر دههٔ ۱۹۳۰ تا اوایل دهه ۱۹۶۰ در علم سیطرهٔ کاملی داشت. محوری‌ترین مفهوم در نظریهٔ کارکردگرایی واژهٔ کارکرد است که به معنای نتیجه و اثری است که انطباق یا سازگاری یک ساختار معین یا اجزای آن را با شرایط لازم محیط فراهم می‌نماید. بنابراین، معنای کارکرد در منطق کارکردگرایی، اثر یا پیامدی است که یک پدیده در ثبات، بقاء و انسجام نظام اجتماعی دارد. به بیان دیگر کارکردگرایی هر پدیده یا نهاد اجتماعی را از نظر روابط آن با تمامی هیئت جامعه (که آن پدیده یا نهاد جزئی از آن است) مورد بررسی و شناخت قرار می‌دهد.
کارکردگرایی اساساً می‌کوشد تا هر نهادِ مشخصِ اجتماعی و فرهنگی را در قالب پیامدهایی تبیین کند که برای جامعه، به مثابه یک کل دارد، (بنابراین، کارکردگرایی بدیلی برای تبیین‌های تاریخیِ ظهورِ نهادها یا جوامع گوناگون است). تبیین کارکردگرایانه بر این فرض استوار است که همهٔ نهادها، در شکل مطلوب‌شان، در حفظ ثبات جامعه و در نتیجه، بازتولید جامعه از نسلی به نسلی سهیم هستند.
کارکردگرایان به‌طور کلی جامعه را نظامی دارای نظم و ترتیب می‌دانند. این دیدگاه مبتنی بر تمثیل ارگانیک بین جامعه و ارگانیسم زنده است. از این منظر جامعه یک نظام متشکل از اعضا و اجزای بی‌شماری است که هر یک باید کارکردهایی خاص را برای بقای کلی نظام و دیگر اجزا و اعضای آن انجام دهد و نظم اجتماعی پدیده‌ای است که کارکردهای اعضای مختلف این نظام را به صورتی مرتب و در سلسله مراتبی خاص به هم پیوند می‌دهد. کارکردگرایان بر این باورند که اجزای سازنده یک جامعه، نهادهایی چون نظام اقتصادی، نظام سیاسی، نظام خانواده، مذهب و سازمان‌های آموزشی و پرورشی‌اند که بدون کارکردهای ضروری و منظم آن‌ها، جامعه‌ای وجود نخواهد داشت و نتیجهٔ فقدان یا اختلال این اجزاء، به خطر افتادن حیات و بقای کل نظام اجتماعی است. همهٔ این نهادها (اجزای نظام) دارای ارتباط متقابل‌اند و هر یک از آن‌ها جهت ایفای نقش مشخص خود باید اندازه، قابلیت و ساختمان مناسب داشته و به گونه‌ای عمل کند که با اجزای دیگر سازگار باشد. ناسازگاری اجزای نظام اجتماعی، موجب تجزیهٔ آن و تضاد بین اجزا، باعث نابودی آن خواهد شد. ضامن اصلی سازگاری اجزای نظام، سازواری (هماهنگی و وفاق) در ارزش‌های مشترک است.
به‌طور کلی دیدگاه عمومی کارکردگرایی بر این استوار است که جامعه مانند یک ارگان زیستی بزرگ است که اعضا و جوارح مختلف آن هر کدام وظیفه و کار معینی انجام می‌دهد که در رابطه با کار و وظیفهٔ سایر اعضا و اجزا به انجام کل بدن کمک می‌کند و وظایف هر کدام به نوبهٔ خود ضروری و اجتناب‌ناپذیر است چرا که به کلیت نظام و حفظ آن کمک می‌کند.

## معرفی
کارکردگرایی ساختارگرایانه چهارچوبی برای ساخت نظریه‌ای است که جامعه را به عنوان سیستمی پیچیده، که بخش‌هایش برای توسعه همبستگی و ثبات، با یکدیگر در تعاملند می‌بیند.
این رویکرد از دیدگاهی در سطح کلان به جامعه مین‌گرد، دیدگاهی که تمرکز گسترده‌ای روی ساختارهای اجتماعی دارد که جامعه را به‌عنوان یک کل شکل می‌دهد. و باورمند است که جامعه مانند اعضای بدن در رشد است. این رویکرد، ساختار اجتماعی و کارکردهای اجتماعی را باهم در نظر دارد.
کارکردگرایی جامعه را به عنوان یک کل و با عملکرد عناصر تشکیل دهنده‌اش نشان می‌دهد، عناصری مانند هنجارها، رسوم، سنت‌ها و بنیادها.
در یک قیاس رواج داده شده توسط هربرت اسپنسر، این بخش‌های تشکیل دهنده جامعه به عنوان اعضای بدنی معرفی شده است که در جهت عملکرد صحیح بدن به عنوان یک کل، باهم کار می‌کنند. این تشبیه در بیان پایه‌ای به سادگی روی «تلاش برای نسبت دادن اثرات هر ویژگی، رسم یا عملی، روی عملکرد یک نظام فرضی پایدار و پیوسته با بیشترین دقت ممکن» تأکید دارد.

## تاریخچه
تفکر کارکردگرایانه، در اصل به وسیله اگوست کنت که آن را در رابطه نزدیک با دیدگاه کلی جامعه‌شناسی خود می‌دید، معمول گردید. امیل دورکهایم نیز تحلیل کارکردی را به عنوان بخش اساسی از وظایف نظریه‌پردازی و پژوهش جامعه‌شناختی تلقی می‌کرد. اما، ظهور کارکردگرایی در شکل امروزی آن به شدت از مطالعات مردم‌شناسان تأثیر پذیرفت.

## نظریه
کارکردگرایی ساختاری خصلتی کل گرایانه داشته ولی به تحلیل غیرتاریخی و برد متوسط تمایل دارد. این گرایش به شدت از دو سنت عملی مایه می‌گیرد:
- سنت اول آثار دو انسان‌شناس به نام برانیسلاو مالینوفسکی و رادکلیف براون و یک جامعه‌شناس به نام تالکوت پارسونز.
- سنت دوم آثار دو دانشمند علم سیاست به نام آرتور بنتلی و دیوید تیرومن را دربرمی‌گیرد.

این دو سنت در آثار مهم گابریل آلموند تأثیر زیادی روی سیاست مقایسه‌ای گذاشته است، با هم تلفیق می‌شوند.

## ریشه‌های نظری
مهم‌ترین زمینه اجتماعی مؤثر بر کارکردگرایی رشد فرهنگ سودمندی مبتنی بر مکتب اصالت لذت بتنامی در میان طبقه متوسط بورژوازی در فرانسه است. اندیشه و آرای افلاطون نسبت به جامعه و انسان مهم‌ترین بنیان‌های تاریخی کارکردگرایی مدرن نسبت به جامعه و انسان محسوب می‌شود. از آمیزش این زیربنا با ساخت تکنیکی علمی و فرهنگ جدید، نوین متولد شد؛ ولی افکار افرادی مانند آگوست کنت، هربرت اسپنسر و امیل دورکیم به صورت مستقیم تر به شکل‌گیری این الگوی نظری نقش داشته است. سپس این نظریه به‌صورت نظام‌مند توسط برانیسلاف مالینوفسکی و آلفرد رادکلیف براون در مردم‌شناسی و تالکوت پارسونز در جامعه‌شناسی مطرح گردید.

## پیش‌فرض‌ها و مفاهیم اساسی
کارکردگرایی مانند سایر نظریه‌های علوم اجتماعی دارای پیش فرض‌های اساسی است که نحوه تبیین واقعیت‌های اجتماعی را سمت و سو می‌دهد. به‌طور مختصر می‌توان گفت که کارکردگرایی از حیث هستی‌شناسی واقع گرا، از حیث انسان‌شناسی جبر انگار، از حیث معرفت‌شناسی اثباتی و از حیث روش‌شناسی قانون بنیاد است.
مهم‌ترین گزارهٔ کارکردگرایی نسبت به ماهیت جامعه، تلاش در جهت حفظ و توجیه نظم در مقابل ایجاد تغییر و دگرگونی در جامعه است.
کارکردگرایی مدلی مبتنی بر تمثیل ارگانیسم است. این تمثیل، مستلزم پیش فرض‌های زیر است که بنیان و اساس این نظریه را نسبت به ماهیت جامعه شکل می‌دهند:
////الف) تلقی جامعه به مثابه نظام: کارکردگرایی در پی یافتن منطق عمومی در جامعه انسانی است. مطابق این دیدگاه، جامعه به عنوان نظام یا کل مرکب از اجزاء تلقی می‌شود که در اکثر موارد این گونه نظام‌ها دارای نیازها و ضرورت‌هایی تلقی می‌شوند که می‌بایست برآورده شوند تا بقا را تضمین نمایند و اجزای تشکیل دهنده آن در این مسیر عمل می‌نمایند.
ب) وابستگی متقابل اجزای نظام: پیوستگی و وابستگی متقابل اجزاء نظام، یکی از فرضیه‌های زمینه‌ای در الگوی کارکردگرایی است. مفهوم پیوستگی به نوعی پیوند مستقیم و محسوس میان اجزا و عناصر مختلف نظام به مثابه یک کل اشاره دارد؛ پیوندی که در محیط‌های بیولوژیک کاملاً آشکار است. مفهوم وابستگی در این گزاره به معنای تابعیت متقابل است؛ یعنی هر جزء به جزء دیگر وابسته است و از تغییر آن تأثیر می‌پذیرد.
ج) رابطهٔ کارکردی میان اجزاء: تمثیل جامعه به ارگانیسم، بیانگر این مطلب است که رابطهٔ عناصر تشکیل دهندهٔ ساختار اجتماعی با همدیگر و با کل جامعه از نوع رابطه کارکردی است که در تحلیل این اجزاء، کارکرد آن‌ها در تأمین نیازهای نظام در کانون توجه قرار می‌گیرد. (اچ ترنر، جاناتان، ساخت نظریه جامعه‌شناسی، ص ۴۱) نتیجه این است که تمام موجودیت یا حرکت اجزاء و کل، منطقی است و به‌غایتی مشخص می‌رسند.
د) وحدت کارکردی: کارکردگرایی بر این باور است که پدیده‌های اجتماعی همه رویه‌ها و باورداشت‌های فرهنگی و اجتماعی الگومند و دارای کارکرد بوده و برای بهترین منظور به وجود آمده‌اند و می‌بایست از طریق کارکردهای آن‌ها بررسی شوند. به همین دلیل، کارکردگرایان علت وجود بعضی از الگوهای اجتماعی به ظاهر بی‌کارکرد را از طریق کارکردهای مخفی و پنهان آن‌ها توجیه می‌کنند.
ه‍) عمومیت کارکردی: مطابق این اصل همه صورت‌های فرهنگی و اجتماعی و ساختارها دارای کارکرد مثبت‌اند (جورج ریتزر، نظریه جامعه‌شناسی در دوران معاصر، ص ۱۴۴) از نظر کارکردگرایان پدیده‌های فاقد کارکرد یا کارکرد منفی به مثابه پلیدی‌های اجتماعی وجودشان قابلیت بقاء ندارند؛ زیرا در تأمین نیازها یا همنوایی با ضرورت‌های نظام موفق نیستند. در نتیجه، تمام پدیده‌های اجتماعی تا زمانی وجود دارند که دارای کارکرد مثبت باشند و در صورت از دست دادن آن از بین می‌روند.
و) ضرورت کارکردی: مطابق این اصل، هر امر اجتماعی دارای کارکرد منحصر به فرد است که هیچ امر غیر هم سنخ نمی‌تواند بدیل آن واقع شود. به دیگر بیان، این گزاره گویای آن است که موجودیت کارکردها گویای وجود یک غایت و وجود این غایت گویای ضرورت وجود آن کارکردها و در نهایت آن عناصر است.

## روش‌شناسی
از حیث روش، کارکردگرایی معتقد است که انسان مانند شی، و پدیده‌های اجتماعی مثل پدیده‌های طبیعی دارای وجود مستقل و قانون‌مندند و کار دانشمند اجتماعی، کشف قوانین حاکم بر آن است. به همین دلیل، از آن به رهیافت قانون بنیاد تعبیر می‌شود که بر تحقیق روش مند، نظام مند و براساس اصول دقیق علمی در علوم طبیعی تأکید می‌ورزد.

## نظریه‌پردازان

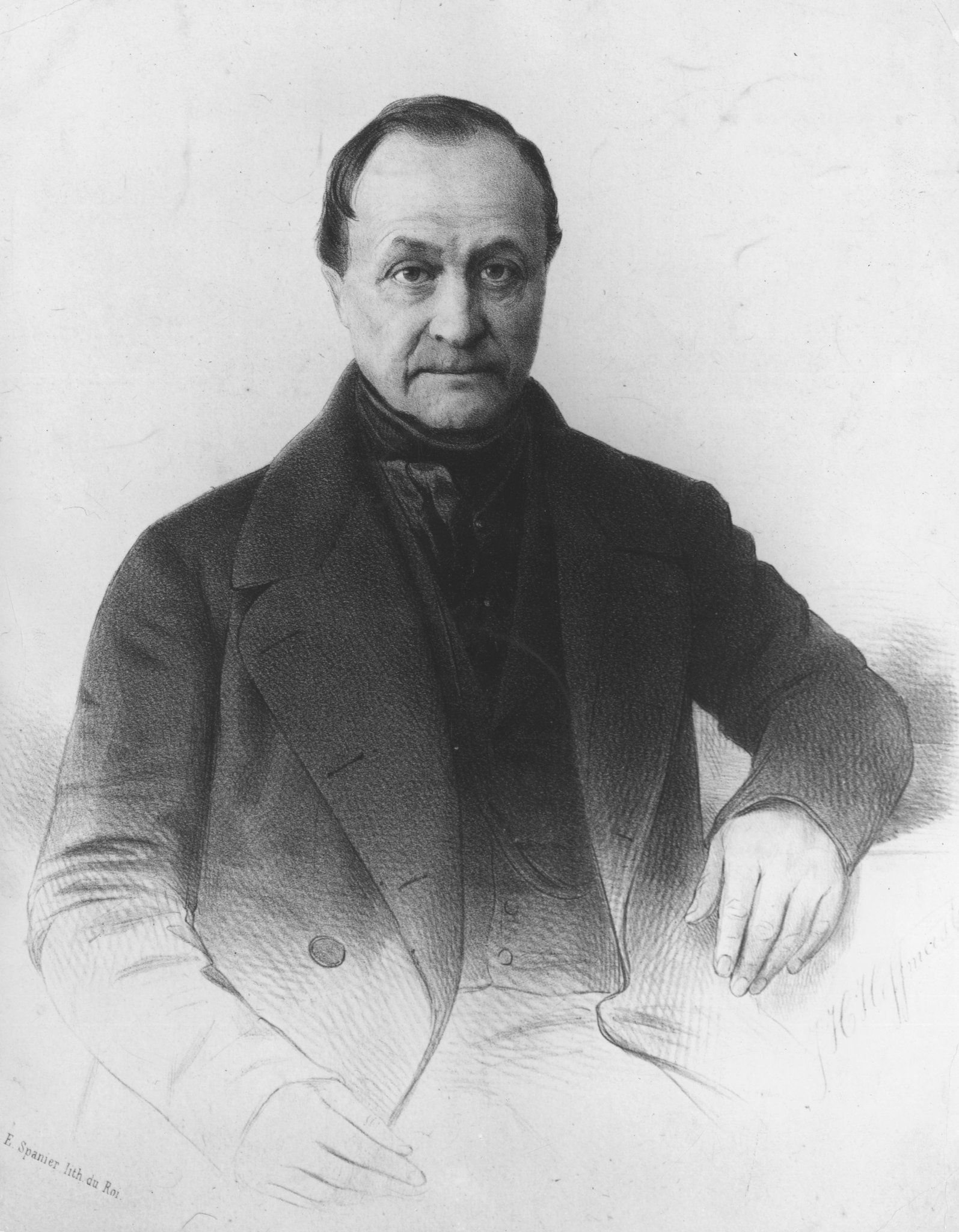
اگوست کنت

از مهم‌ترین نظریه پردازان کارکردگرا می‌توان به اگوست کنت (۱۸۵۷ – ۱۷۹۸)، هربرت اسپنسر (۱۹۰۳–۱۸۲۰)، امیل دورکیم (۱۹۱۷ – ۱۸۵۸)، آلفرد رادکلیف براون (۱۹۵۵–۱۸۸۱)، برانیسلاف مالینوفسکی (۱۹۴۲ – ۱۸۸۴)، تالکوت پارسونز (۱۹۷۹–۱۹۰۲) و رابرت کی. مرتن (۱۹۹۴ – ۱۹۱۰) اشاره نمود.
کنت جهت تبیین جامعه از روش‌های علوم طبیعی استفاده نمود. از نظر وی علوم انسانی هم باید دقیقاً و عیناً کاری را بکنند که علوم طبیعی کرده‌اند. بنابراین وی جامعه را یک کل ارگانیک در نظر می‌گرفت که اجزایش با یکدیگر در ارتباط اند و از این رو می‌بایست در کنار یکدیگر مورد مطالعه قرار گیرند.

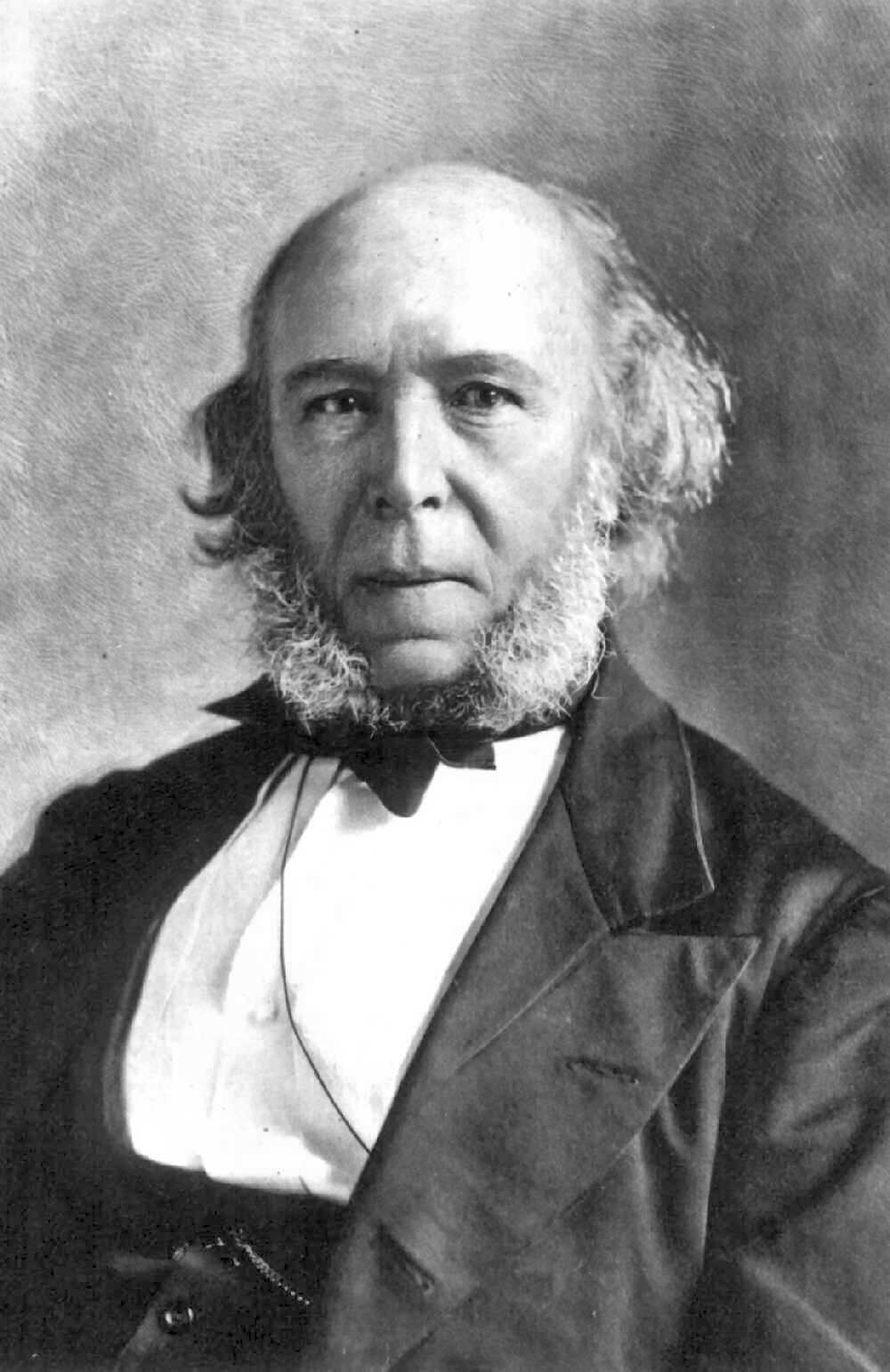
هربرت اسپنسر

اسپنسر نخستین صاحب نظری است که از اصطلاحات زیست‌شناسی در استفاده کرد و بر آن شد که طبق نظام خاصی اثبات کند که جامعه «یک اندام» است. لیکن او جامعه را اندامی فراتر از فرد نمی‌دانست و قائل به تفاوت‌های مهمی بین اندام زیستی و «اندام اجتماعی» بود.

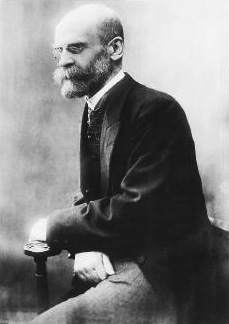
امیل دورکیم

دورکیم که از او به‌عنوان بنیان‌گذار کارکردگرایی عصر جدید نام می‌برند، خود را نفوذ زیست‌شناسی در نظریات اسپنسر رها ساخت و از واژگان اجتماعی چون نیازهای کارکردی، علیت، هنجار و… استفاده نمود.
دورکیم با دادن تقدم تحلیلی به کل و فرض اینکه اجزاء، نتایجی برای حالات بهنجار دارند و بنابراین نیازهای نظام را برآورده می‌سازند از خطرات رسیدن بدین نتیجه آگاه بود که تمام نظام‌ها دارای هدف‌اند و کل، دلیل وجودی اجزا می‌باشد. دورکیم معتقد بود که درک کامل پدیده‌های اجتماعی تنها از طریق تبیین علّی وکارکردی ممکن خواهد بود و تبیین علّی بدون یک تحلیل کارکردی ناقص است؛ بنابراین ابتدا باید عواملی منجر به یک واقعیت اجتماعی می‌شوند تحلیل علّی شوند و سپس کارکردهای این واقعیت برای تثبیت انسجام اجتماعی تحلیل گردد.
پارسونز با الهام از اندیشه‌های دورکیم بیشتر به تحلیل نظام اجتماعی توجه داشت و برخی از پیش نیازهای کارکردی نظام اجتماعی را چنین تعیین نمود:
نخست؛ هر نظام اجتماعی باید چنان ساختار گیرد تا بتواند به‌گونه‌ای سازگار با نظام‌های دیگر عمل کند.
دوم؛ هر نظام اجتماعی برای آنکه باقی بماند باید از پشتیبانی ضروری نظام‌های دیگر برخوردار باشد.
سوم؛ هر نظامی باید نیازهای مهم کنش گران را به اندازه کافی برآورده سازد.
چهارم؛ یک نظام باید مشارکت کافی اعضایش را برانگیزاند.
پنجم؛ یک نظام باید دست‌کم حداقل نظارت بر رفتار بالقوه تخرب اعضایش داشته باشند؟
ششم؛ اگر چنانچه کشمکش‌ها به اندازه کافی مخرب گردند، آن‌ها را تحت نظارت درآورد.
سرانجام اینکه، یک نظام اجتماعی برای بقایش به یک زبان نیاز دارد.
از جمله نظریه‌های معروف پارسونز می‌توان به ساخت کنش اجتماعی، متغیرهای الگویی، نظام کارکردی، روابط سایبرنتیک، تکامل اجتماعی و… اشاره نمود.
پیش از مرتن، کارکرد فقط به کارکردهایی مثبت و آشکار گفته می‌شد اما وی این تلقی را تغییر داد و کارکرد را به کارکردهای مثبت، منفی و خنثی و نیز آشکار و پنهان تقسیم نمود. از نظر مرتن، کارکرد مثبت آن کارکردهایی هستند که یک نهاد به نفع نهادهای دیگر انجام می‌دهد. کارکرد منفی به پیامدهای سوء یک نهاد نسبت به نهادهای دیگر گفته می‌شود. کارکردهای خنثی بیانگر آن دسته پیامدهای است که ایجاباً و سلباً نسبت به نهادهای دیگر فاقد اثر و خاصیت‌اند. مقصود از کارکردهای آشکار آن‌هایی است که با قصد قبلی انجام می‌گیرند. در حالی‌که، کارکردهای پنهان یا غیرمقصود، آن دسته از کارکردهایی است که جزء لوازم علّی و معلولی یک نهاد و از مقتضیات ذاتی آن محسوب می‌شود. قطع نظر از اینکه بانیان نهاد به آن واقف باشند یا نباشند یا مطلوب آن‌ها نباشند. مرتون در کارکردگرایی واضع مفاهیمی نظیر: تعادل خالص، کارکرد آشکار و کارکرد پنهان، بی‌کارکرد، سطح‌های تحلیل کارکردی و… می‌باشد.

## انتقادات
۱. محافظه‌کار بودن: اولین نقدی که بر کارکردگرایی وارد است، محافظه‌کار بودن این نظریه است. به نظر ناقدان، «کارکردگرایی سخن از اصلاح اجتماعی می‌گوید، لیکن به‌نحوی که دلالت بر واژگونی سریع، جهت‌گیری مجدد و کامل اجتماعی، یا تغییر اساسی نداشته باشد.»
۲. کل گرایی: کارکردگرایی بسیار کل‌گرا است و در آن جز به تعادل کلی نظام که در اثر نیازهای متقابل و کارکرد اندام‌ها و نهادها تحقق می‌پذیرد، به چیز دیگری توجه نمی‌شود و در نتیجه برداشتی ناقص و موهوم از روابط واقعی جامعه و کنش‌های اجتماعی ارائه می‌شود.
۳. شیوه تحلیل کارکردی: در این شیوه تحلیل، برای نظم اجتماعی موجودیتی مستقل و جدا از اعضایش تصور می‌کنند؛ چه این‌ها مانند اندام‌گرایان بر وحدت اجتماعی و قدرت مستقل از ارزش‌ها و مکانیزم کنترل اجتماعی تأکید دارند. در نظر آن‌ها اجتماعی‌شدن و یادگیری فرد تنها یک محصول ساده نظام فرهنگی است و اراده انسان به‌عنوان کنش‌گر واقعی در این نظام جایی ندارد. به این ترتیب هرگونه ارتباط نظام را با کنش افراد نادیده می‌گیرند، چه در اصل نه فقط انطباق هنجارها مهم است بلکه نیازهای نظام است که اصالت پیدا می‌کند و انگیزه‌های فردی باید از آن تبعیت کنند.
۴. خصلت همان‌گویی : انتقاد عمده دیگری اینکه کارکردگرایی دارای خصلت همان‌گویی است. استدلال همان گویانه، استدلالی است که در آن، نتیجه قضیه تنها آنچه را در صغری و کبرای قضیه به‌طور ضمنی وجود دارد، به‌گونه‌ای صریح مطرح می‌سازد یا در واقع، چیزی جز بیان دوباره همان مقدمات نیست.
۵. عدم توجه به تاریخ: کارکردگرایی به تاریخ به‌اندازه کافی نمی‌پردازد یعنی در واقع، ذاتاً غیرتاریخی است.
۶. عدم توجه به فراگرد دگرگونی اجتماعی: این مکتب به ساختارهای ایستا بسیار بیشتر از دگرگونی‌های اجتماعی توجه دارد. از نظر ترنر و ماریانسکی، کارکردگرایی ساختاری هرگاه هم که به آن می‌پردازند، بیشتر از دیدگاه تحولی است تا از جنبه تکاملی.
۷. براساس دیدگاه آنتونی گیدنز(نظریه تضاد یکی از ره یافت‌های جامعه‌شناسی با اشترکی که در ساختار بندی جامعه در نظریه کاکردگرایی دارد با این حال مخالف و منتقد جدی وفاق اجتماعی که یکی از مبانی کار کرد گرایی است می‌باشد)
| ویژگی‌ها               | واقع گرایی- جبر انگاری - اثباتی                                                                                       |
| روش‌شناسی              | قانون بنیاد |
| مهم‌ترین نظریه پردازان | اگوست کنت - هربرت اسپنسر - امیل دورکیم - آلفرد رادکلیف براون - برانیسلاو مالینوفسکی - تالکوت پارسونز - رابرت کی. مرتن |
| انتقادات              | محافظه‌کار بودن – کل گرا بودن – همان گویی – عدم توجه به تاریخ – عدم توجه به دگرگونی اجتماعی                            |